# Chili op de Olympische Winterspelen 1968
Tijdens de Olympische Winterspelen van 1968, die in Grenoble (Frankrijk) werden gehouden, nam Chili voor de zesde keer deel.

## Deelnemers en resultaten

### Alpineskiën
| Olympiër           | Discipline       | Resultaat | Prestatie                           |
| ------------------ | ---------------- | --------- | ----------------------------------- |
| Félipe Briones     | afdaling (m)     | 60e       | 2.18,07 (+18,22)                    |
| Félipe Briones     | reuzenslalom (m) | 66e       | 4.03,80 (+34,52)                    |
| Félipe Briones     | slalom (m)       | dnq       | niet geplaatst voor finalewedstrijd |
| Richard Leatherbee | afdaling (m)     | 58e       | 2.17,86 (+18,01)                    |
| Richard Leatherbee | reuzenslalom (m) | 48e       | 3.50,71 (+21,43)                    |
| Richard Leatherbee | slalom (m)       | dq-1      | diskwalificatie run 1               |
| Mario Vera         | afdaling (m)     | 46e       | 2.10,44 (+10,59)                    |
| Mario Vera         | reuzenslalom (m) | 51e       | 3.52,50 (+23,22)                    |
| Mario Vera         | slalom (m)       | dnq       | niet geplaatst voor finalewedstrijd |
|                    |                  |           |                                     |
| Verena Vogt        | reuzenslalom (v) | 41e       | 2.13,18 (+21,21)                    |
| Verena Vogt        | slalom (v)       | dnf-2     | opgave run 2                        |

Argentinië · Australië · Bondsrepubliek Duitsland · Bulgarije · Canada · Chili · Denemarken · Duitse Democratische Republiek · Finland · Frankrijk · Griekenland · Groot-Brittannië · Hongarije · IJsland · India · Iran · Italië · Japan · Joegoslavië · Libanon · Liechtenstein · Marokko · Mongolië · Nederland · Nieuw-Zeeland · Noorwegen · Oostenrijk · Polen · Roemenië · Sovjet-Unie · Spanje · Tsjecho-Slowakije · Turkije · Verenigde Staten · Zuid-Korea · Zweden · Zwitserland